# Corion

Diagramma di un uovo di gallina nel suo 9º giorno, dove si nota il corion che circonda l'embrione

Il corion è la membrana più esterna dell'uovo fecondato, composta da due parti, che si distinguono tra loro nel corso del secondo mese di vita intrauterina: corion villoso, o frondoso (chorion frondosum), dove i villi coriali si allungano e si ramificano, corrispondente alla zona di inserzione dell'uovo che dà luogo alla placenta e alla membrana coriale, situata tra l'amnios internamente e la decidua esternamente, e corion liscio, o calvo (chorion laeve), dove i villi coriali si atrofizzano. Il corion inoltre protegge l'embrione.

## Descrizione

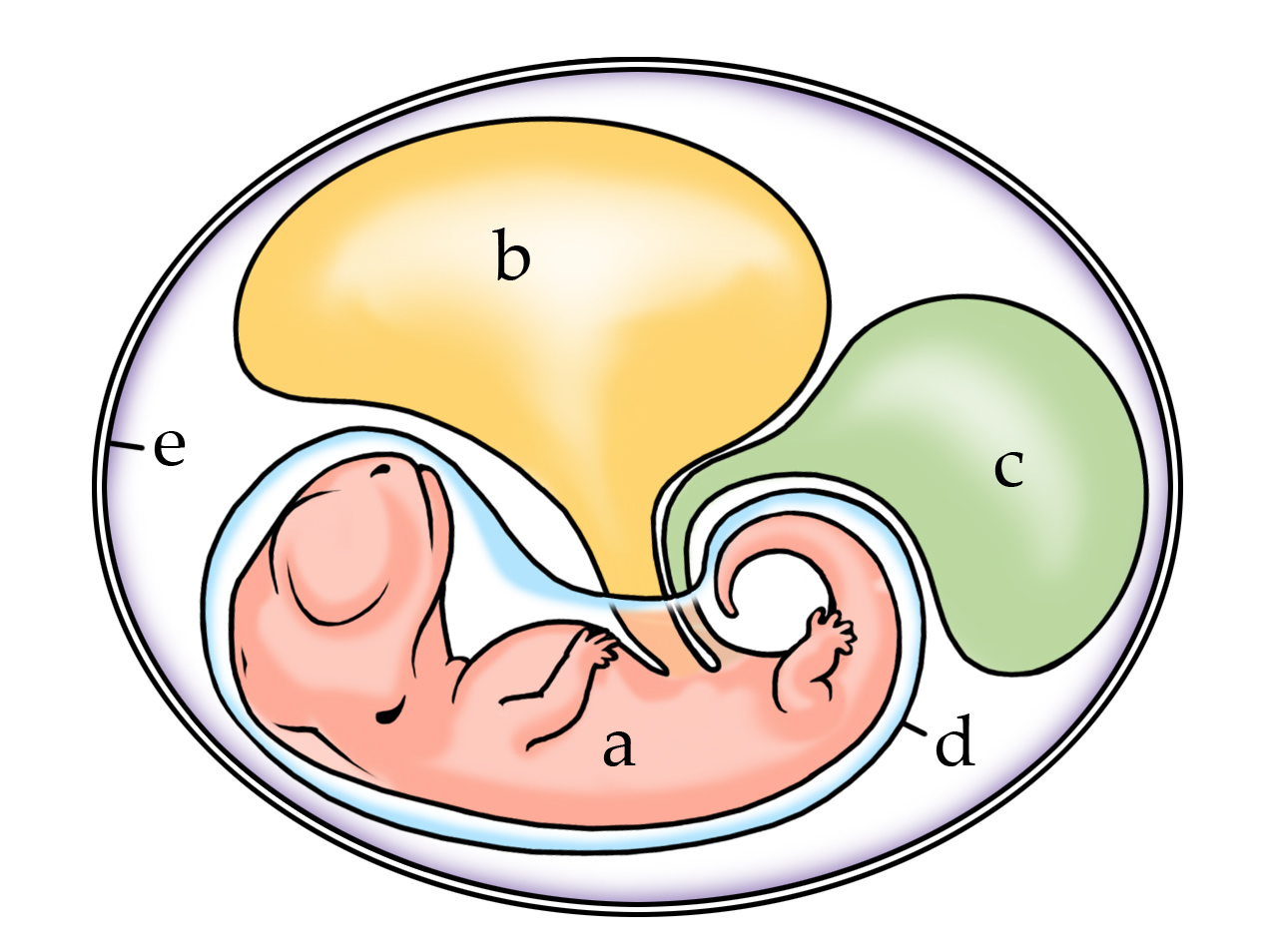
Embrione amniotico, dove a=embrione, b=tuorlo, c=allantoide, d=amnion, e=corion

Nei mammiferi placentati, esso circonda la cavità interna dell'embrione e diventerà parte costitutiva della placenta. Secerne inoltre HCG.
La cavità coriale nasce dal magma reticolato (reticolo extraembrionale) dopo che è stato sostituito da liquido e che è anche detto celoma extraembrionale. Al 13º giorno, il disco germinativo cui sono attaccati dorsalmente l'amnios e ventralmente il sacco vitellino è sospeso nella cavità coriale grazie al peduncolo embrionale.
Nel terzo mese di gravidanza vengono a formarsi, in quella che poi nella placenta sarà chiamata piastra coriale, gruppi di villi detti cotiledoni e compaiono dei setti deciduali, detti intercondiloidei o placentari, che s'insinuano tra i gruppi di villi. Inoltre, lungo il contorno di questa zona si forma un seno venoso materno, detto seno marginale o coronarico, portando così alla formazione della placenta.
La parte del corion che non entra a far parte della placenta costituisce uno strato di tessuto connettivo fibroso denso. La cavità coriale scompare in seguito all'adesione dell'amnios al corion per la pressione dovuta all'aumento del volume di liquido amniotico.